# Transactions of the Medico-Botanical Society of London
Transactions of the Medico-Botanical Society of London (abreviado Trans. Med.-Bot. Soc. London) fue una revista con ilustraciones y descripciones botánicas que fue publicada en Londres desde el año 1821 hasta 1834.